# سن پیترو ورنوتیکو
سن پیترو ورنوتیکو (به ایتالیایی: San Pietro Vernotico) یک کومونه در ایتالیا است که در استان بریندیزی واقع شده‌است.

## خصوصیات
سن پیترو ورنوتیکو ۴۶ کیلومترمربع مساحت و ۱۵٬۰۱۹ نفر جمعیت دارد و ۲۶ متر بالاتر از سطح دریا واقع شده‌است.